# Vanessa Klak
Vanessa Klak, née le 9 décembre 1978, est une animatrice radio belge.

## Biographie
Après avoir brièvement entamé des études de vétérinaire à l'Université de Liège puis passé une année sabbatique, Vanessa Klak se dirige vers un graduat en Relations Publiques à la HELB, la Haute école libre de Bruxelles. Trois ans plus tard, elle termine première de sa promotion, avec une grande distinction
C'est en effectuant un stage pour une émission de Bruxelles-Capitale pendant sa troisième année d'études qu'elle découvre le monde de la radio. En sortant des études, elle est engagée par la RTBF, d'abord au service Éditions, ensuite en tant qu'assistante culturelle sur Bruxelles Capitale et La Première.
Elle travaille ensuite pendant trois ans pour The Ring Ring Company, une boîte de téléphonie interactive au sein de la RTBF.
C'est finalement quand la nouvelle chaîne « jeune » de la RTBF, Pure FM, est créée qu'elle se décide à passer un casting comme animatrice et à intégrer Bang Bang, le premier magazine radiophonique LGBT en Belgique francophone.
De remplacement en remplacement, elle devient également l'animatrice principale de l'émission matinale Snooze, la tranche 6-9 h de Pure FM, en compagnie de chroniqueurs comme Sébastien Ministru, Hugues Dayez, Greg Carette, Bouchra Bat et Pierre Scheurette
En 2007, elle a sa première fille, Elisa. Puis, sa deuxième, Sasha, en 2011.
En septembre 2015, Vanessa Klak quitte l'émission Snooze, en même temps que son collègue Sébastien Ministru, dans le cadre du "lifting" de la chaine (ndlr : Pure FM) pour animer une nouvelle émission "Good Mood" dès 9h.

## Autres
En 2009, Vanessa Klak s'essaie à la chanson, en donnant la réplique à l'auteur et compositeur bruxellois, et ami d'enfance, Samir Barris sur le single Velours et Mensonges,.
À ce titre, elle participe entre autres au Thirtysfaction Festival en avril 2010.
En 2012, elle est le visage principal de la nouvelle campagne publicitaire lancée par Pure FM autour de l'émission matinale Snooze : son portrait est affiché partout avec le slogan « Si vous voyez cette fille après 22 h, dites-lui d'aller au lit ».